# I Paralyze
I Paralyze è il diciottesimo album in studio della cantante e attrice statunitense Cher. L'album fu pubblicato il 28 maggio 1982 e fu il primo ed unico lavoro di Cher con la Columbia Records.

## Descrizione
Dopo vari impegni, tra cui un tour, il cinema e il teatro, Cher tornò in sala di registrazione con John Farrar, storico produttore di Olivia Newton-John e del suo album Physical. L'album fu prodotto anche da David Wolpert e fu la prima collaborazione con il compositore e produttore Desmond Child, che ha scritto tre canzoni per l'album e che poi produrrà i successivi tre album della cantante pubblicati dalla Geffen Records e successi come "Just Like Jesse James" e "We All Sleep Alone".
Come diversi dei suoi precedenti lavori, anche I Paralyze fu un insuccesso sia dal punto di vista commerciale perché non entrò nelle classifiche e sia da quello della critica. Successivamente alla pubblicazione dell'album, Cher si prese una pausa di cinque anni dalla musica per dedicarsi alla carriera cinematografica. Cher tornerà a cantare nel 1987 con l'album Cher, che ottenne buoni riscontri sia dal pubblico che dalla critica.

## Storia

Cher nel programma "American Bandstand" durante la promozione del singolo "I Paralyze".

Il 1982 fu un anno ricco di impegni per Cher. Subito dopo il flop dell'album Black Rose, e lo scioglimento della band omonima, la cantante decise di intraprendere la carriera di attrice e riuscì a ottenere una parte nella rappresentazione teatrale "Come Back to the 5 & Dime Jimmy Dean, Jimmy Dean". Lo spettacolo debuttò al "Martin Beck Theatre" di New York l'8 febbraio, 1982 per quattro anteprime, e successivamente, dal 18 febbraio, fino al 4 aprile venne riproposto per cinquantadue volte.
Poche settimane dopo, venne ufficialmente annunciato che Cher stava lavorando ad un album intitolato I Paralyze e che il primo singolo sarebbe stata la canzone "Rudy". L'album venne pubblicato alla fine di maggio e venne aspramente accolto dalla critica e ignorato dal pubblico, anche se durante l'estate Cher tentò di risollevare le vendite promuovendo l'album in due programmi televisivi. Dopo l'insuccesso dell'album Cher rimase occupata tutto il mese di luglio e parte del mese di agosto nello spettacolo A Celebration at Caesars Palace nell'hotel Caesars Palace a Las Vegas. Il "Take Me Home Tour", di cui lo spettacolo faceva parte, terminò l'11 agosto 1982.
Successivamente Cher venne richiamata dal regista Robert Altman che le offì nuovamente la parte di Sissy per realizzare la versione cinematografica dello spettacolo teatrale. Il film, distribuito in Italia con il titolo Jimmy Dean, Jimmy Dean ottenne in patria consensi positivi dal pubblico e Cher ottenne la sua prima nomina come Migliore attrice non protagonista durante la cerimonia dei Golden Globe 1983.

## Il disco

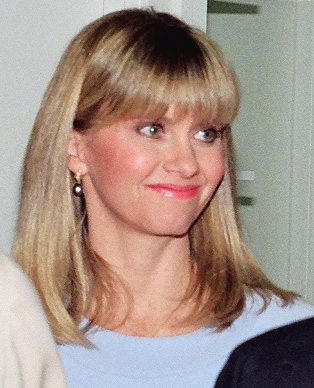
Cher contattò John Ferrar, storico produttore di Olivia Newton-John per registrare l'album.

Secondo quanto riportato da Mark Bego nel libro "Cher!", la cantante dichiarò che nell'estate del 1981: «Ho trascorso un bel po' di tempo a cercare l'etichetta giusta, e il produttore giusto per il mio prossimo album. Tuttavia credo di averlo trovato. Avevo bisogno anche di trovare un produttore che è stato coerente, album dopo album. Poi ho pensato, 'Mi piace molto quello che John Ferrar fa con Liwy [Olivia Newton-John], e adoro tutti i suoi album.' Allora qualcuno mi ha detto, 'Sì, ma lui non registra mai con nessuno, eccetto con Olivia.' Così l'ho convinto a venire, abbiamo parlato, e ci siamo messi d'accordo. Ora non vedo l'ora di vedere ciò che John vuole fare. Ciò che John sta per scrivere rappresenta il modo in cui lui mi vede; lui è intenzionato a realizzare la sua interpretazione di 'Cher,' che dovrebbe essere molto interessante.»
L'album venne registrato in differenti località, tra cui: Souns Lab, Hollywood (tracce base); RCA Recording Studios, New York, Record Plant e Cherokee Recording Studios, Los Angeles (registrazioni aggiuntive).
Dopo aver terminato di registrare l'album, Cher ascoltò il mix finale e si disse particolarmente soddisfatta del risultato finale. «Sono rimasta stupita quando l'ho ascoltato ieri. Ho ascoltato l'album con John Loeffler (un suo fidanzato) e la sua musica è così brillante che ho pensato 'cazzo, sono davvero in imbarazzo ad ascoltarlo con lui, ma volevo fargli alcune domande.» Cher infine rimase entusiasta quando John le disse che l'album gli piaceva.
La canzone "I Paralyze" è insieme a "Save Up All Your Tears" la preferita di Cher. Durante lo speciale del 2000 Behind The Music Cher rivelò: «La amavo prima, e la amo ancora oggi, e voglio ri-registrarla.» Oltre alla canzone, anche l'album è considerato da Cher uno tra i suoi preferiti e confessò anche a Andy Warhol che dopo Stars e Two the Hard Way l'album era «l'unica cosa di cui sia veramente orgogliosa.» Successivamente, I Paralyze venne nuovamente pubblicato e rimasterizzato dalla Varese Vintage il 20 luglio, 1999.
Oltre alle canzone scritte appositamente per Cher, l'album contiene alcune cover. La prima, "Rudy", è la reinterpretazione di "Quand Je N'Aime Plus, Je M'En Vais", originariamente cantata dalla cantante francese Dalida. "Rudy" è l'unica canzone dell'album che appare in alcune versioni della raccolta The Very Best of Cher. La seconda reinterpretazione è la canzone "Back on the Street Again" originariamente cantata dal gruppo The Babys e intitolata "Back on My Feet Again". Oltre alle due cover, nel 1981, Cher registrò insieme al cantante Meat Loaf la canzone "Dead Ringer For Love", che venne inserita nell'album del cantante Dead Ringer. Cher non venne accreditata tra i crediti della canzone anche se appare nel video musicale insieme all'attrice e cantante statunitense Pia Zadora. Cher non inserì la canzone nel suo album, anche se riscosse un grande successo nel Regno Unito. La canzone non venne pubblicata neanche nella riedizione del 1999.

## Pubblicazione

### Promozione
L'album venne promosso solo in due programmi televisivi: Solid Gold e American Bandstand. La puntata del programma Solid Gold venne registrata nel giugno del 1982, e mandata in onda il 10 luglio. Successivamente, il 24 luglio dello stesso anno, venne mandata in onda la puntata di American Bandstand. Durante le esibizioni Cher cantò il brano "I Paralyze" ed entrambe furono eseguite in playback. Dopo queste esibizioni, Cher non ha mai più cantato le canzoni dell'album, sia dal vivo in un tour che in programmi televisivi.
Dall'album vennero estratti ufficialmente due singoli. Il primo, "Rudy", venne pubblicato come singolo in America, Regno Unito, Spagna e Sud Africa con la canzone "Do I Ever Cross Your Mind?" sul lato B; mentre "I Paralyze" come singolo in Inghilterra, con la canzone "Walk With Me" sul lato B, e come singolo promozionale in America. Non vennero realizzati video musicali per promuovere i singoli ed entrambi non riscossero successo nelle classifiche.

### Critica
L'album fu accolto in maniera negativa dalla critica, anche se nel corso del tempo è stato rivalutato. Il giornalista Lynn Van Matre del quotidiano "Chicago Tribune" accolte l'album negativamente, scrivendo che «Qualsiasi paralisi che questo album procura è strettamente causata dalla noia». Un'altra recensione negativa apparì nel settimanale People, sostenendo che l'album «è una regressione per Cher», ma definendo interessanti le tracce "I Paralyze" e "Do I Ever Cross Your Mind?". Anche Michael Lawson del "The Canadian Press" accolse l'album negativamente, paragonando la cantante a Helen Reddy e definendole entrambe le cantanti femminili più irritanti del mondo. Il giornalista però criticò il materiale dell'album più positivamente. Il libro "The Rolling Stone Album Guide" gli ha assegnato una stella su cinque. Un critico addirittura sbagliò il titolo dell'album chiamandolo I'm Paralyzed.
I Paralyze è uno degli album più rari e ricercati nella discografia di Cher, ed ora è considerato un raro item per collezionisti. Dopo essere stato rivalutato, Cher è stata definita una «New-wave mama». Una recensione positiva venne pubblicata da Bil Carpenter nel sito Allmusic.com. L'autore ha assegnato all'album tre stelle su cinque, scrivendo che le tracce dell'album si adattano bene alla voce della cantante e notando che l'album segna l'abbandono da parte di Cher di uno stile datato per abbracciarne un altro più moderno. Anche in Italia l'album è stato apprezzato, e il sito QNM.it l'ha segnalato tra gli album più belli insieme a Cher, Love Hurts e Believe.

## Tracce
Lato A
1. Rudy – 3:54 (Jacques Morali, Henri Belolo, Dennis Frederiksen, Howie Epstein, Jimmy Hunter, Mark Maierhoffer)
2. Games – 3:57 (Andrea Farber, Vince Melamed)
3. I Paralyze – 3:49 (John Farrar, Steve Kipner)
4. When the Love Is Gone – 4:04 (Desmond Child)
5. Say What's on Your Mind – 4:06 (J. Gottschalk)

Lato B
1. Back on the Street Again – 3:19 (Dominic King, Frank Musker, John Waite)
2. Walk with Me – 3:32 (Desmond Child, David Wolfert)
3. The Book of Love – 3:23 (Desmond Child)
4. Do I Ever Cross Your Mind? – 4:13 (Dorsey Burnett, Michael Smotherman)

## Crediti
Le seguenti persone hanno contribuito a I Paralyze.
Personale
- Cher - Voce solista
- Jai Winding - arrangiamenti, tastiere
- Rick Shlosser - percussioni
- Steve Lukather - chitarra
- Sid McGinnis - chitarra
- Carlos Rios - chitarra
- Thom Rotella - chitarra
- Ralph Schuckett - organanista
- Richard Crooks - percussioni
- Nathan East - sintetizzatore, basso
- David Wolfert - sintetizzatore, chitarra, arrangiamenti, produttore
- Ed Walsh - sintetizzatore
- Steve George - cori
- Tom Kelly - cori
- Myrna Mathews - cori
- Denise Maynelli - cori
- Marti McCall - cori
- Richard Page - cori

Produzione
- Charles Koppelman - produttore esecutivo
- John Farrar, David Wolfert - produttore
- Cary E. Mansfield, Mike Khouri - produttore rimasterizzazione
- Reissue Liner Notes: Mike Khouri - note nella versione rimasterizzata
- Dennis Ferrante, John Arriass - ingegneria acustica
- Lee Decarlo - mixaggio
- Dan Hersch - remixaggio
- Bill Inglot - supervisore rimasterizzazione, ricerca canzoni
- Nancy Greenberg - direttore artistico
- Matt B. - design rimasterizzazione
- Harry Langdon - fotografia